# Disterigma
Disterigma es un género de plantas fanerógamas perteneciente a la familia Ericaceae.   Comprende 52 especies descritas y de estas, solo 40 aceptadas.  Se distribuye por Mesoamérica, Colombia, Venezuela, Guyana, Ecuador, Perú y Bolivia.

## Descripción
Son arbustos de hábitos terrestres o epifíticos. Hojas alternas, perennes, pecioladas, coriáceas, frecuentemente densamente agrupadas, por lo general inconspicuamente plinervias, los márgenes enteros o crenados. Inflorescencias axilares, pocas veces mezcladas con inflorescencias subterminales, con flores solitarias o con fascículos de 1-6-flores, las flores subsésiles; brácteas florales frecuentemente numerosas, diminutas, esparcidas a lo largo del pedicelo, similares a las bractéolas; pedicelos cortos o ausentes, articulados con el cáliz; bractéolas 2, apicales en el pedicelo, inmediatamente subyacentes al cáliz y abrazándolo. Flores (3-)4-meras, sin aroma; cáliz valvado o rara vez imbricado, sinsépalo, el tubo campanulado a cortamente cilíndrico, los lobos suberectos; corola valvada, simpétala, cilíndrica, urceolada, o campanulada, membranácea, (3-)4-lobada; estambres (6)8, iguales, el doble del número de lobos en la corola; filamentos distintos, iguales, más largos o más cortos que las anteras, el conectivo sin espolones; anteras iguales, dorsalmente unidas cerca de la base, el tejido de desintegración ausente, las tecas papilosas, los túbulos (1)2, dehiscentes por hendiduras introrsas alargadas o poros apicales; polen sin hilos de viscina; ovario ínfero, (3-)4-locular; estilo tan largo como la corola. Frutos en baya, de pared gruesa, coriáceos, negro-azulados o blancos y más o menos translúcidos; semillas a veces mucilaginosas.

## Taxonomía
El género  fue descrito por (Klotzsch) Nied. y publicado en Botanische Jahrbücher für Systematik, Pflanzengeschichte und Pflanzengeographie 11(2): 160,209. 1889.

## Especies seleccionadas
- Disterigma acuminatum
- Disterigma agathosmoides
- Disterigma alaternoides
- Disterigma balslevii
- Disterigma campii
- Disterigma codonanthum
- Disterigma cryptocalyx